# 嘱託回送
嘱託回送（しょくたくかいそう）とは、破産法第81条に基づき、破産者宛ての郵便物を、破産管財人に配達すること。
秘匿財産および負債の発見が主な目的。（配当金領収証などの郵便物で財産調査できる）
破産手続が終了したときは、嘱託を取り消さなければならない。（破産法第81条）

## 郵便配達現場における嘱託回送の実際
破産者が破産して、破産手続が開始されると、裁判所から「郵便回送嘱託書」が、破産者を管轄する集配局に提出される。
郵便回送嘱託書に書かれる内容は以下の通り。
- 破産者名

会社の破産の場合は破産した会社名および代表者名。個人の破産の場合は破産した個人名。
- 回送先

破産管財人（弁護士）が所属する法律事務所の住所、法律事務所名、および破産管財人名。
- 回送期間

予め期間が指定されている場合と、回送嘱託取消届が出るまで無期限の場合がある。
- 回送対象物

「郵便物」の場合と「郵便物および荷物」の場合がある。「郵便物」に限定している場合は荷物（ゆうメール、ゆうパケット、ゆうパック）は回送しない。
郵便局員は、郵便回送嘱託書の内容にしたがって、回送しなければならない。

### 回送の注意点
- 転送と回送は明確に区別しなければならない。従って転送不要郵便でも回送する。このため、転送作業を行う局員は担当区の回送内容を充分に把握している必要がある。これは、回送先の局から見れば、転送不要郵便でも転送シールが貼られて回送されてくるので、回送元の局員による転送不要の見落としではないのである。
- 回送するのは破産者宛てのみである。すなわち、会社の破産の場合は会社宛てと代表者宛てのみ回送する。代表者以外の従業員宛ての郵便物を回送してはいけない。
- 差出人が破産管財人または「その事件を担当する裁判所（回送嘱託書に書かれた裁判所）」の場合は回送せずに配達しなければならない。このため、破産者があて所に現住の場合は、回送する際に、必ず差出人名を確認する必要がある。
- 嘱託回送期間終了後は、嘱託回送開始前と同じ方法で取り扱う。すなわち、あて所に現住の状態で嘱託回送が開始された場合は、回送終了後はあて所に配達する。あて所から転居した状態で嘱託回送が開始された場合は、回送終了後は転送または還付を行う。